# Kamienica przy ul. Augusta Cieszkowskiego 11 w Bydgoszczy
Kamienica przy ul. Augusta Cieszkowskiego 11 w Bydgoszczy – zabytkowa kamienica, znajdująca się w południowej pierzei ul. Augusta Cieszkowskiego, w jej środkowej części.

## Historia
Kamienica powstała w latach 1898–1899, według projektu Józefa Święcickiego na zlecenie zamożnego rentiera Gustawa Reschke. Prace budowlane prowadziła firma będąca własnością architekta. Prace murarskie wykonywał Emil Heidemann, a ciesielskie Friedrich Lork. W 1902 roku kamienicę nabył jej budowniczy Józef Święcicki, decydując się na przebudowy wnętrz oraz mieszkań. W latach 1912-1915 właścicielem kamienicy był Schmidt, a w latach 1926-35 budowniczy Karol Weber.  
Stan dzisiejszy budynku to efekt prac konserwatorskich przeprowadzonych w latach 90. XX w. i po 2000 roku.

## Architektura
Czterokondygnacyjny budynek z mieszkalnym poddaszem założony jest na planie w kształcie litery „U” z dwoma skrzydłami oficyn. Elewacja frontowa jest symetryczna, ośmioosiowa, urozmaicona w osiach skrajnych dwukondygnacyjnymi loggiami, ponad którymi znajdują się trójkątne wykusze, a powyżej nich balkony. Skrajne osie wyróżnione są ponadto pozornymi ryzalitami, zwieńczonymi szczytami z półkolistymi naczółkami.
Budynek prezentuje styl eklektyczny z elementami neogotyckimi. Wykusze drugiego piętra zdobione są dekoracją roślinną i kartuszami herbowymi, m.in. z głową kobiety i herbem Bydgoszczy oraz kogą i głową Herkulesa. W obramowaniu portalu zastosowano scenę alegoryczną z puttami dmuchającymi w chmury, co przedstawia symbolicznie odpędzanie trosk mieszkańcom domu.
W budynku zachowana jest w większości oryginalna stolarka drzwiowa i okienna oraz częściowo sztukaterie w pomieszczeniach mieszkalnych.

## Galeria

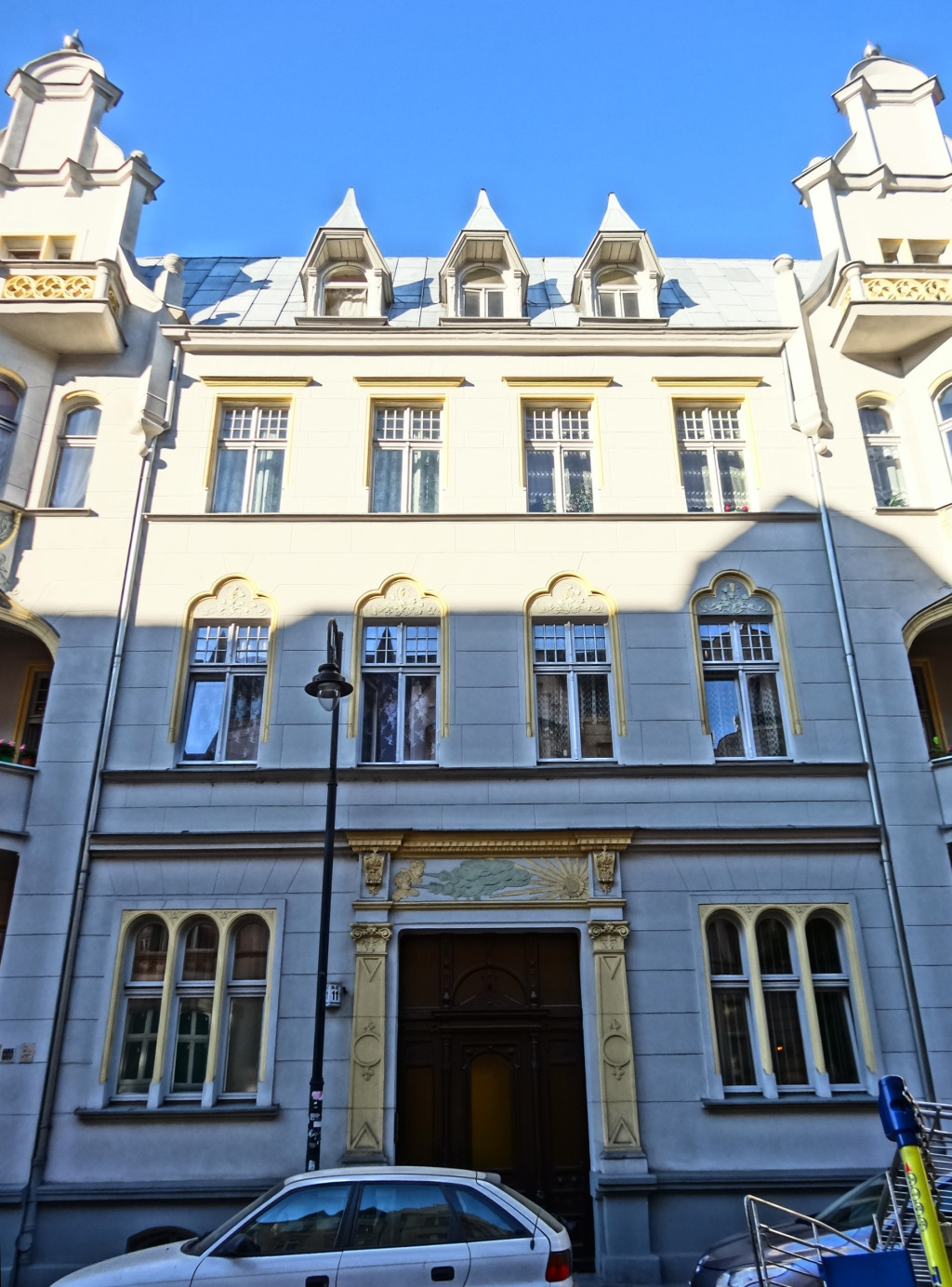
Widok ogólny
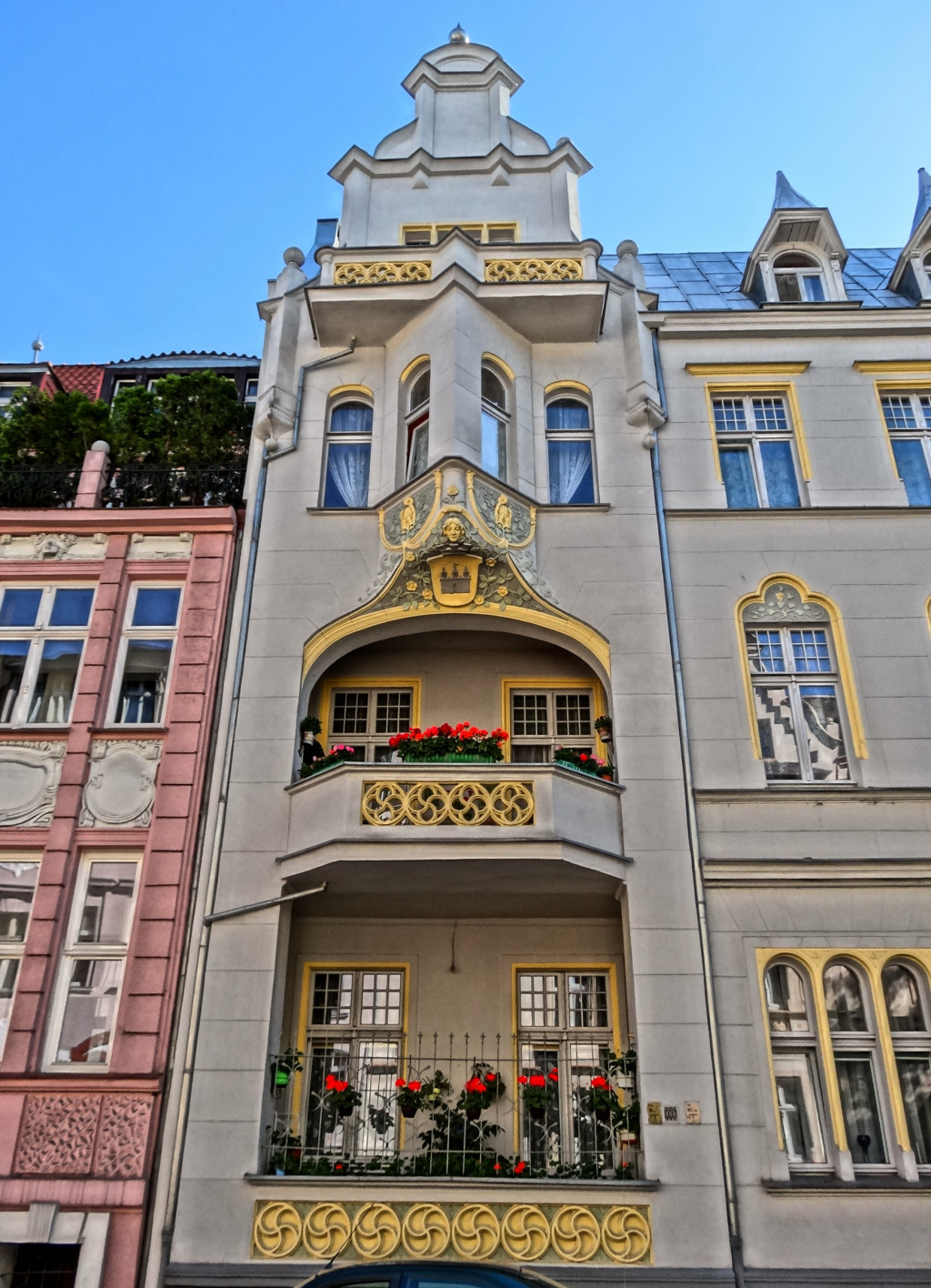
Ryzalit
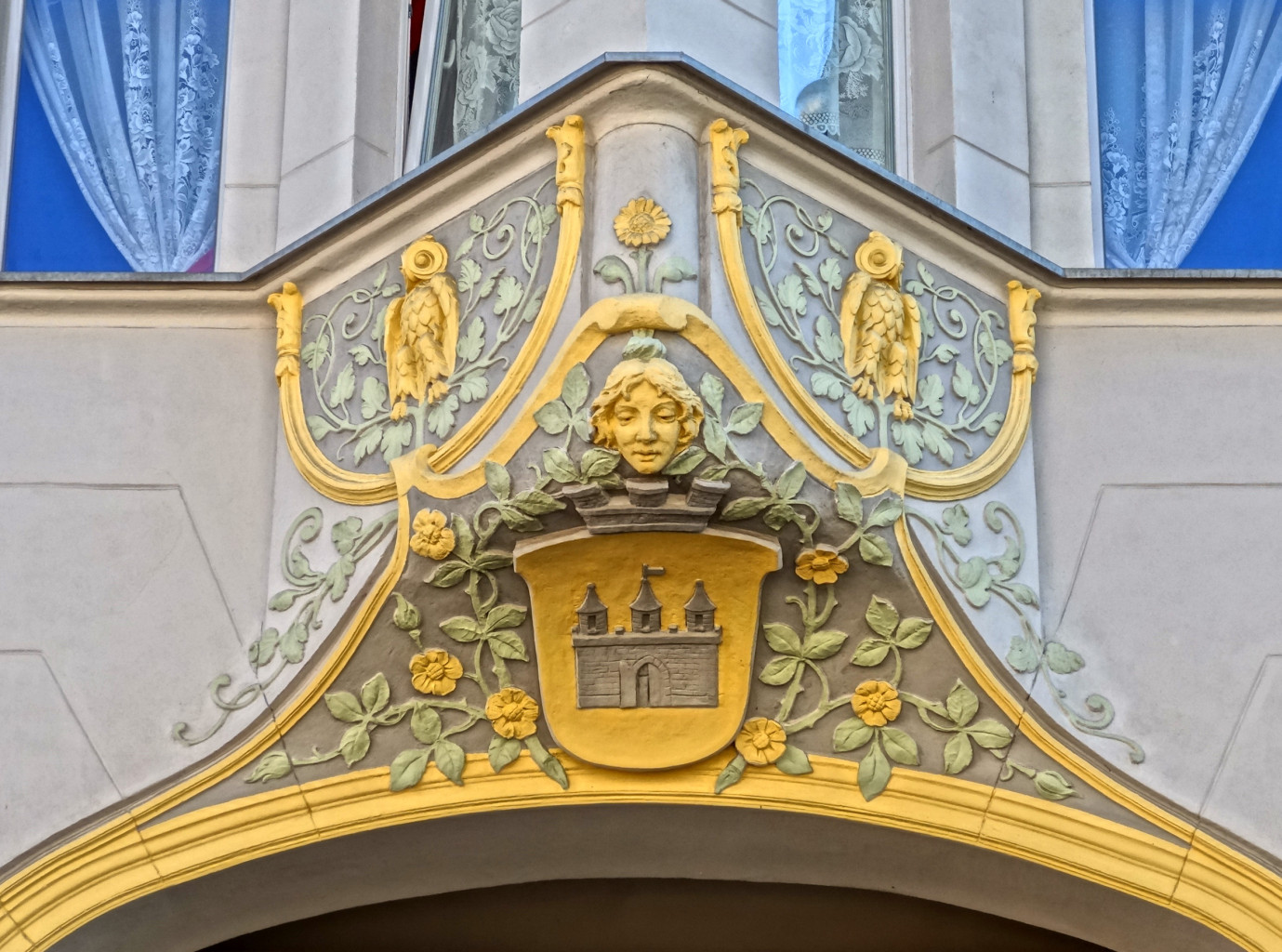
Wykusz z głową kobiety i herbem Bydgoszczy
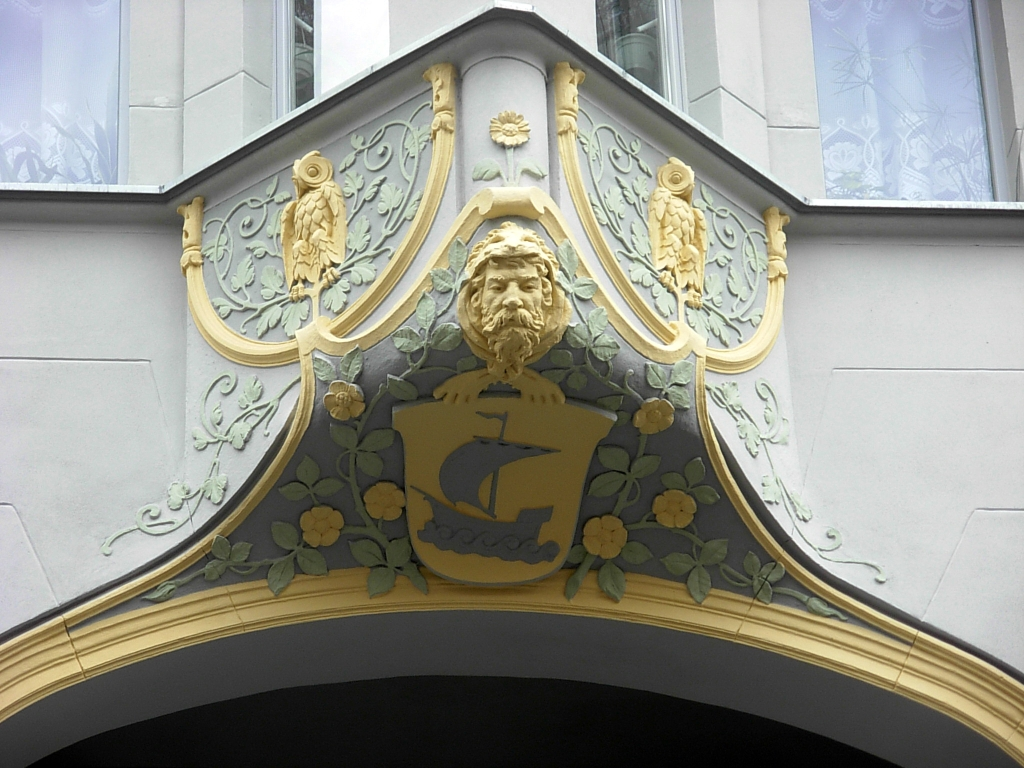
Wykusz z głową Herkulesa i kogą
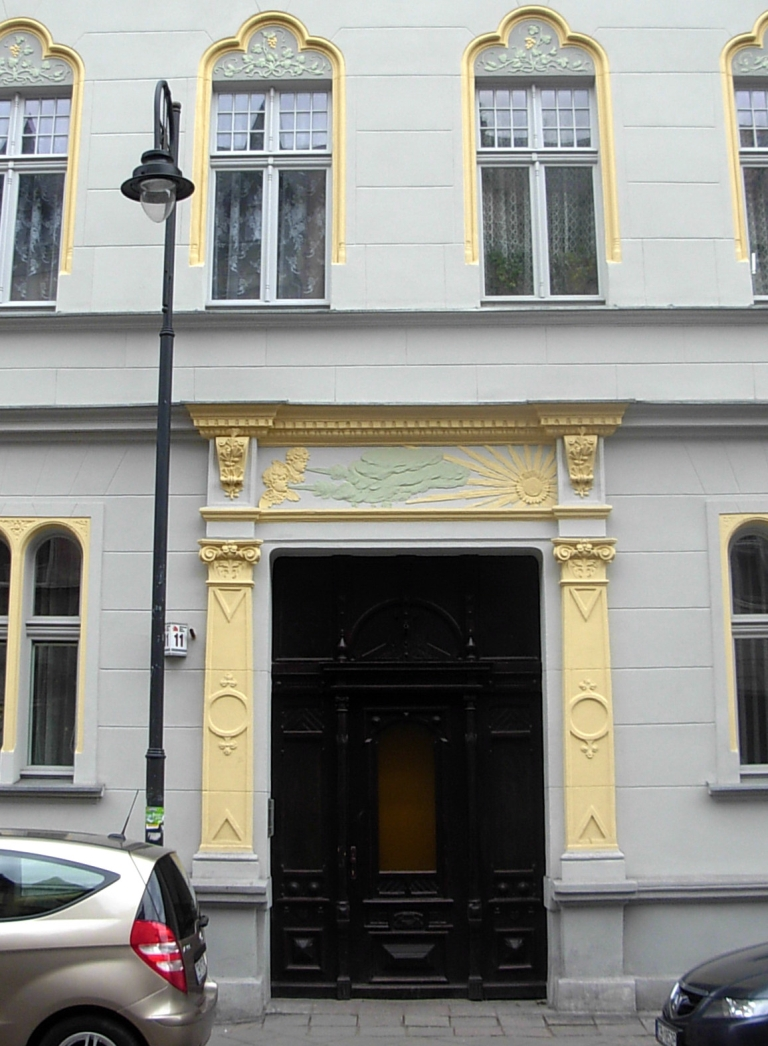
Portal ozdobiony pilastrami
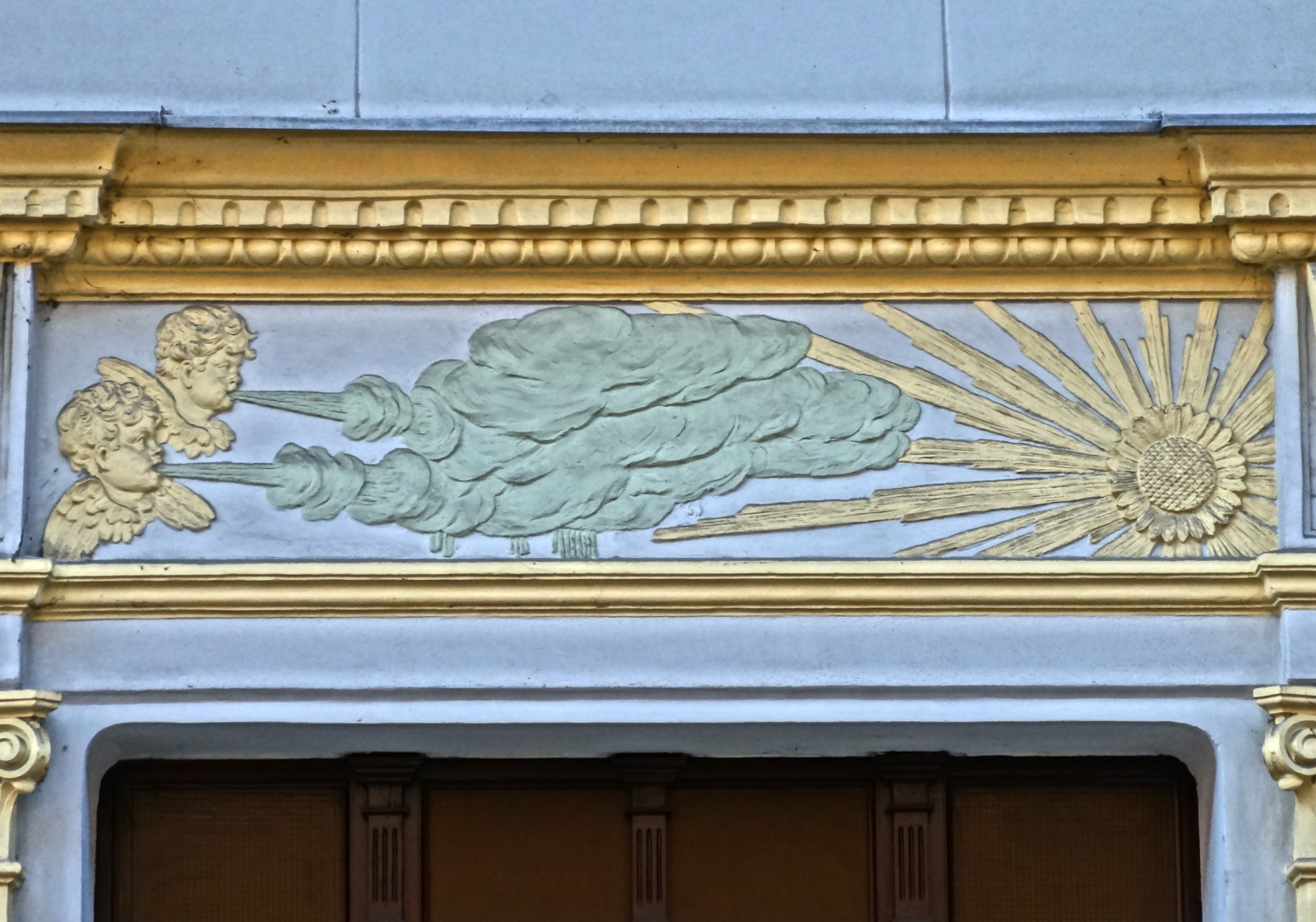
Putta odganiające chmury (troski)
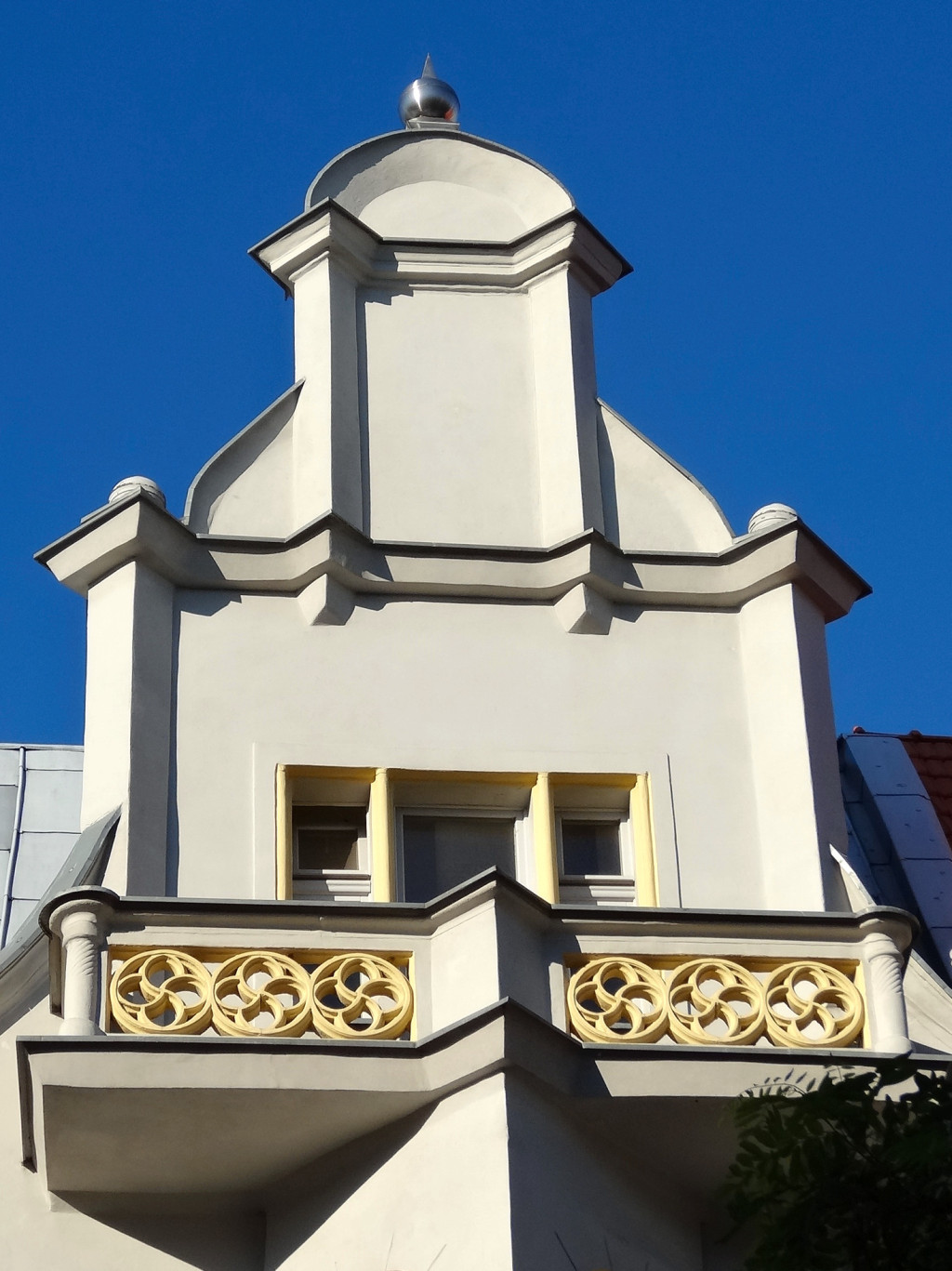
Szczyt
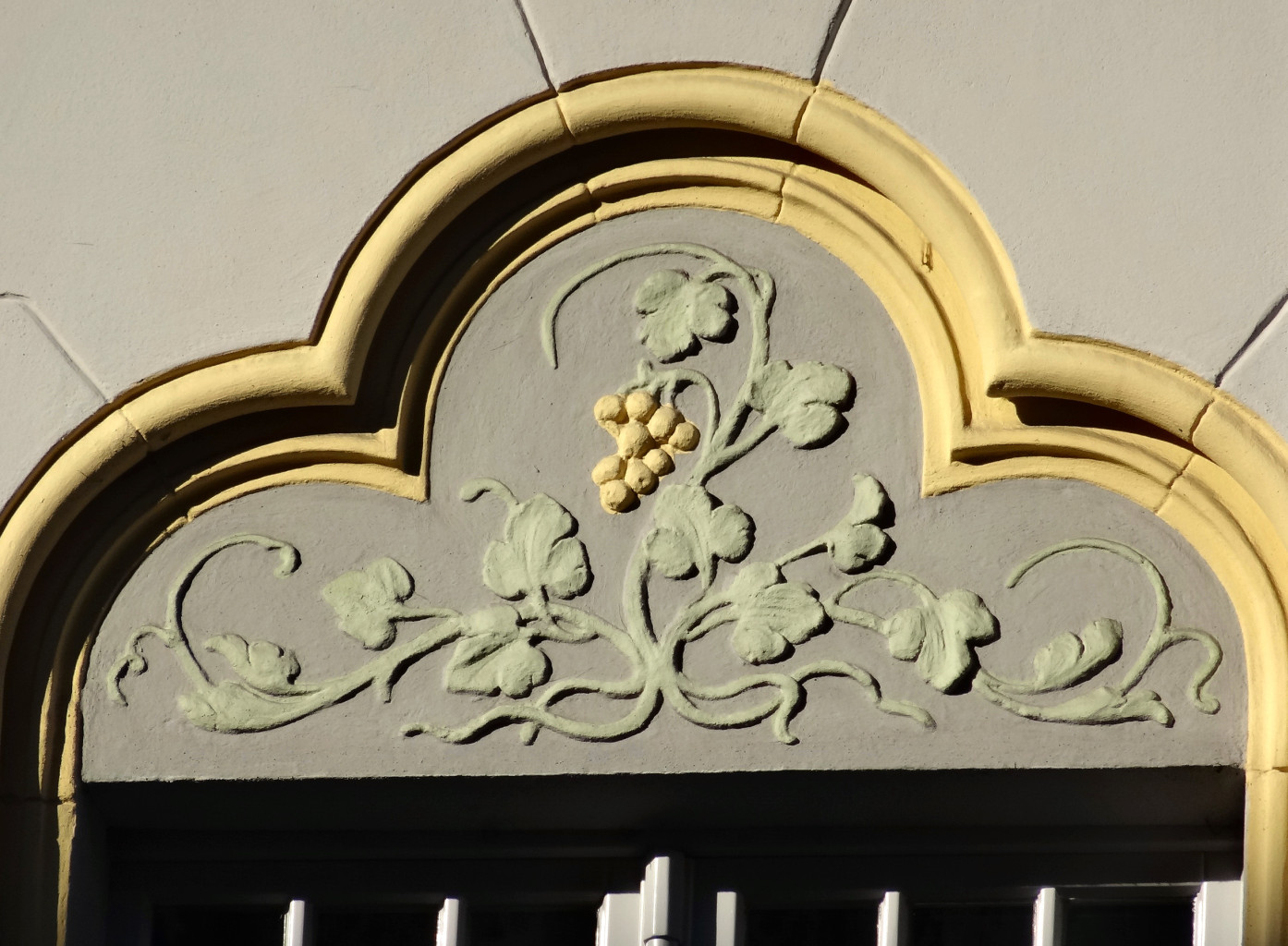
Ornamenty roślinne